# 桃園縣
桃園縣是中華民國臺灣省曾經存在的縣，為今桃園市的前身，位於臺灣西北部，周邊與新北市（原臺北縣）、新竹縣、宜蘭縣相鄰。在2014年底改制前全縣戶籍人口達2,054,260人（臺灣第五位），實際活動人口超過250萬人，是當時全臺灣的第一大縣及準直轄市。
縣內雙核心城市為縣治桃園市以及中壢市，桃園縣升格為直轄市後，這兩縣轄市改制為區，可以說這兩區是桃園的市区。桃園中壢兩市各有其衛星都市組成不同生活圈，一般習慣依族群分布及生活圈分為「北桃園」和「南桃園」。由於毗鄰臺北都會區及多項重大公共建設、投資皆位於桃園，桃園縣近年來發展迅速，吸引大量外縣市人口移入、形成桃園中壢都會區。桃園呈現為閩、客、外省、原住民族等多族群融合之貌，也因為工業發達，同時也是臺灣引入外籍勞工人數最多的縣市。桃園縣屬臺灣本島兩個縣與中國福建省最近的縣之一，只有128公里，另外一個為新竹縣。

## 行政區劃

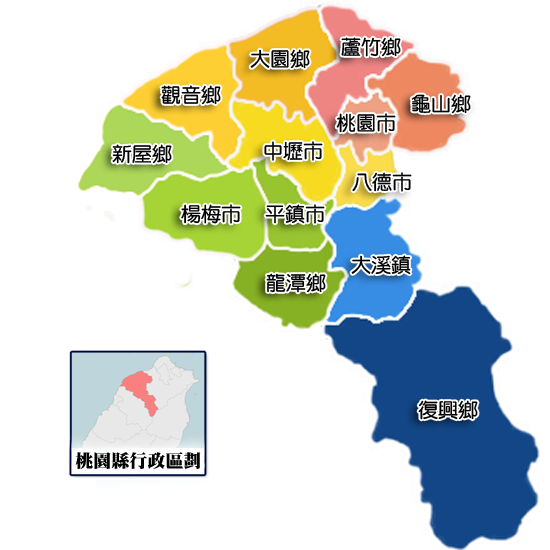
桃園縣行政區劃

民國三十四年（1945年）臺灣脫離日本統治，新竹州改制為新竹縣，新竹市改制為省轄市，縣市分治，縣治遷至桃園鎮，轄有8縣轄區、共計44個鄉鎮市。民國三十五年（1946年），將竹東鎮與寶山鄉劃入新竹市，民國三十八年（1949年），將大溪區角板鄉與竹東區尖石鄉、五峰鄉和大湖區大安鄉（現稱泰安鄉）等4鄉合併為「新峰區」。民國三十九年（1950年）調整行政區域，改名為「桃園縣」，縮減為桃園區、中壢區、大溪區，與新峰區角板鄉等4鎮9鄉組成，轄4鎮、9鄉，其餘原轄區及原新竹市新設新竹縣、苗栗縣。民國八十一年（1992年）平鎮鄉改制為縣轄市。民國八十四年（1995年）八德鄉改制為縣轄市。民國九十九年（2010年）楊梅鎮改制為縣轄市。民國一〇三年（2014年）蘆竹鄉改制為縣轄市。在升格直轄市之前，全縣轄有6市（桃園市、中壢市、八德市、平鎮市、楊梅市、蘆竹市）、1鎮（大溪鎮）、6鄉（龍潭鄉、龜山鄉、大園鄉、觀音鄉、新屋鄉，復興鄉為山地鄉），共有13個鄉鎮市。
「北桃園」以閩南人聚落為主，包含桃園市、龜山鄉、八德市、蘆竹市、大溪鎮、大園鄉，以桃園市為核心，聚居人口約107萬人，範圍相當於日治時期桃園郡加上大溪郡大溪街。「南桃園」為客家人主要聚居區，包括中壢市、楊梅市、平鎮市、龍潭鄉、觀音鄉、新屋鄉，以中壢市為核心，聚居人口約97萬人，範圍相當於日治時期中壢郡加上大溪郡龍潭庄。「山地鄉」為原住民聚落，主要為復興鄉，大約10,600人。
南北桃園與發展分區如下：
| 地域     | 行政區 | 發展分區                                                                |
| -------- | ------ | ----------------------------------------------------------------------- |
| 北桃園   | 桃園市 | 市中區、中路區、埔子區、會稽區、大樹林區                                |
| 北桃園   | 八德市 | 八塊厝/下庄仔地區、霄裡地區、茄苳溪區、大湳區                           |
| 北桃園   | 大溪鎮 | 溪東區、溪西區                                                          |
| 北桃園   | 蘆竹市 | 南崁地區、坑子地區、大竹地區                                            |
| 北桃園   | 龜山鄉 | 龜山區、龍壽區、南崁區、林口區                                          |
| 北桃園   | 大園鄉 | 大園/橫山/田心子/照鏡地區、雙溪口/許厝港/內海墘地區、埔心地區、竹圍地區 |
| 南桃園   | 中壢市 | 市中心區、龍岡區、內壢區、大西區（青埔、大崙、過嶺）                    |
| 南桃園   | 龍潭鄉 | 銅鑼圈區、龍潭坡區、三坑子區                                            |
| 南桃園   | 平鎮市 | 北勢區、社子區、平鎮/南勢區、東勢區、宋屋區                             |
| 南桃園   | 楊梅市 | 楊梅區、埔心區、富岡區、高山頂區                                        |
| 南桃園   | 新屋鄉 | 新屋區、永安區、大坡區                                                  |
| 南桃園   | 觀音鄉 | 草漯區、新坡區、觀音區                                                  |
| 原住民鄉 | 復興鄉 |                                                                         |

## 交通

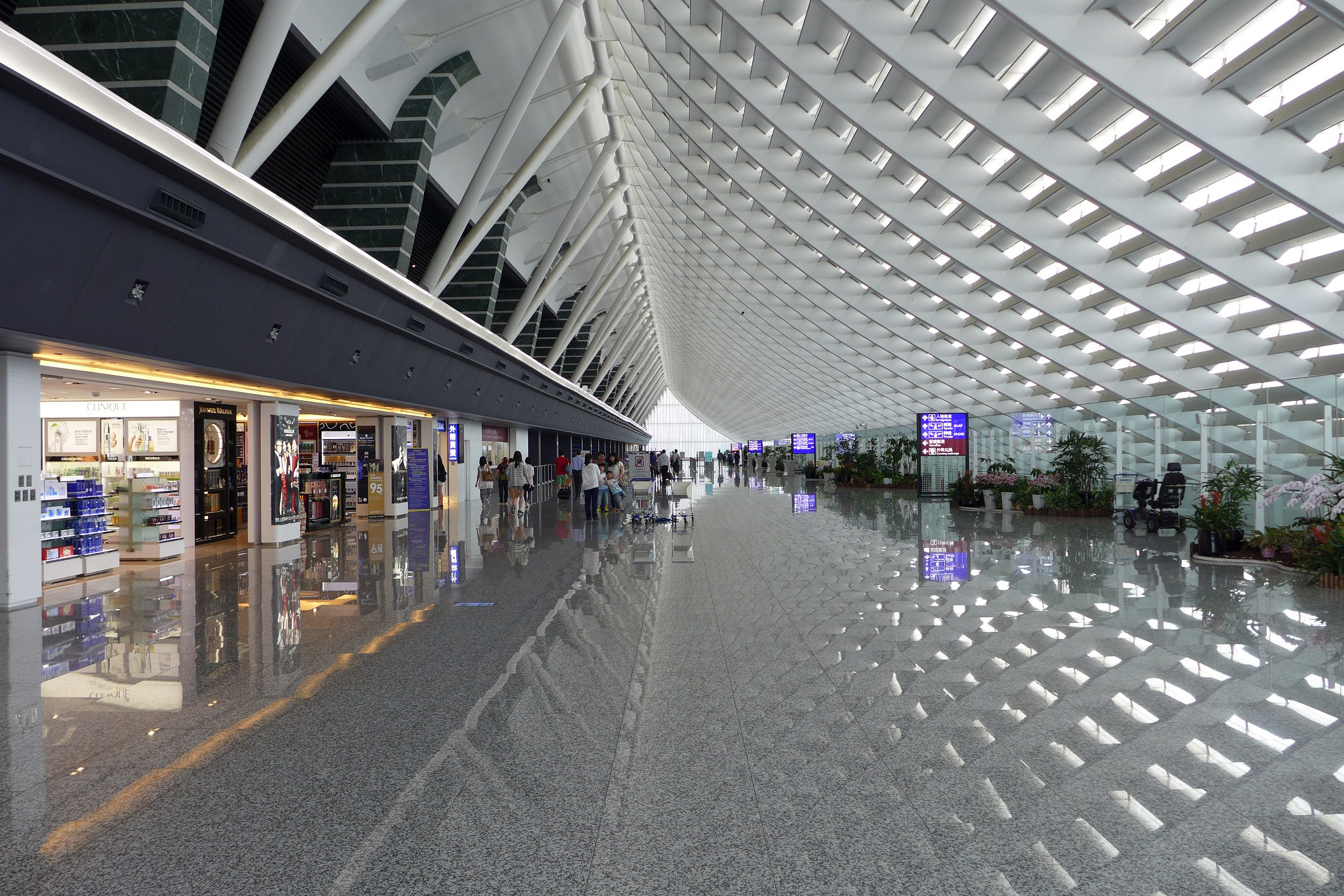
桃園國際機場為臺灣規模最大之民用機場

桃園縣交通流量龐大，每逢尖峰時段或假日，常有大量人潮、車潮於市區內或城際之間流動，導致市區、高速公路、快速道路內許多重要道路時常出現交通阻塞的情形。大眾運輸部分，桃園縣有多條營運的公車路線及規畫中的大眾捷運系統，形成密集之交通路網，服務大眾。
由於近年桃園縣人口快速增加，現有交通設施早已經不足以服務市內人潮，於是自1990年代初，政府便規劃包含桃園縣在內之主要城市（臺北市、高雄市、臺中市、桃園縣、新竹市、嘉義市、臺南市）興建大眾捷運系統。然而進入2000年代後，中央政府及各級地方政府財政狀況快速惡化，無力大規模興建捷運系統，使得桃園捷運計畫延宕二十餘年，現有之交通設施早已不足以服務縣內龐大人潮、車潮，所幸於桃園機場捷運展開興建後，陸續展開桃園捷運橘線、桃園捷運綠線、桃園捷運棕線、臺鐵捷運紅線等計畫。
另外，因臺北松山機場發展至1970年代時，其東側與北側為基隆河河岸，西側及南側又緊鄰市區，已經無法擴建，且松山機場本身也僅有一條主跑道，早已經無法負荷大量航機服務，於是自1970年代興建臺灣桃園國際機場，並於1979年2月26日正式啟用，發展三十餘年後，桃園國際機場成為全臺最大、最重要之聯外機場，使桃園縣成為臺灣重要航空樞紐，帶動國家發展。
自中山高速公路開通後，政府陸續於桃園地區興建國道二號、國道三號、台61線、台66線，並規劃新建國道一甲、國道二甲，使桃園縣民可使用國道通往全縣各處，建造便捷之公路路網。
此外，桃園縣亦因地處通往臺北都會區之要道，並建有便捷交通路網，故成為全國重要的交通樞紐之一。
桃園縣現有的交通建設主要包括：
- 國際機場：臺灣桃園國際機場
- 軌道運輸：臺灣高鐵、臺灣鐵路、桃園捷運
- 高速公路：中山高速公路、桃園環線、福爾摩沙高速公路
- 快速公路：台61線、台66線
- 高鐵聯外道路：台31線
- 省道：台1線、台3線、台4線、台7線、台15線

### 大眾運輸

#### 高鐵、臺鐵
- 台灣高速鐵路

高鐵桃園站位於桃園縣中壢市青埔，為一地下車站，可迅速前往臺北市、臺中市、高雄市等臺灣西部主要城市，與桃園機場捷運共構，可轉乘捷運前往桃園國際機場、桃園市中心、中壢市中心等地。
- 臺灣鐵路管理局

臺鐵縱貫線在桃園縣內呈東北－西南走向，連接桃園、中壢兩大核心都市以及負擔往來臺北都會區之旅途需求，共有桃園車站、內壢車站、中壢車站、埔心車站、楊梅車站、富岡車站、新富車站七站。其中桃園車站及中壢車站為一等站，兩大車站分別為北、南桃園之交通樞紐，日進出人次在台鐵車站中分別高居二、三位。

#### 大眾捷運
因應桃園縣人口之快速成長與城市發展，中華民國政府早於1990年代規劃「桃園都會區大眾捷運系統」，而該系統已經有桃園機場捷運於2006年完工通車。
另因應城市交通之便利性，所屬臺北捷運系統之新莊線、萬大-中和-樹林線亦往桃園縣發展，在位於龜山鄉與新北市新莊區交界處的迴龍站與桃園捷運棕線做連結。
- 桃園捷運： 機場線
- 臺北捷運： 中和新蘆線

#### 公車
- 桃園縣公車

基本里程八公里內18元，超過八公里部分則每公里2.58元計算，使用桃園縣縣民卡乘車可享有基本票價買一送一、公車捷運間轉乘優惠。
- 臺北市市區公車

由臺北市和新北市經營的一些公車路線也會行經桃園市境內。主要行經區域為龜山鄉迴龍地區、林口長庚地區以及蘆竹市南崁地區。
- 公路客運

由於桃園縣各鄉鎮市的分布關係，大部分境內各區的橫向交通和跨縣市（臺北市、新北市、新竹市和新竹縣）的公車路線均由公路客運來互相聯繫。其主要經營業者有桃園客運、中壢客運和新竹客運。
- 國道客運

桃園市境內的國道客運轉運點通常位於交流道附近，主要的有林口站（實際位於龜山區）、桃園（南崁）站、中壢站和龍潭站。此外，針對其他各縣市有搭機需求的民眾，桃園國際機場獨自形成國道客運的聚集點。

### 公路

#### 高速公路

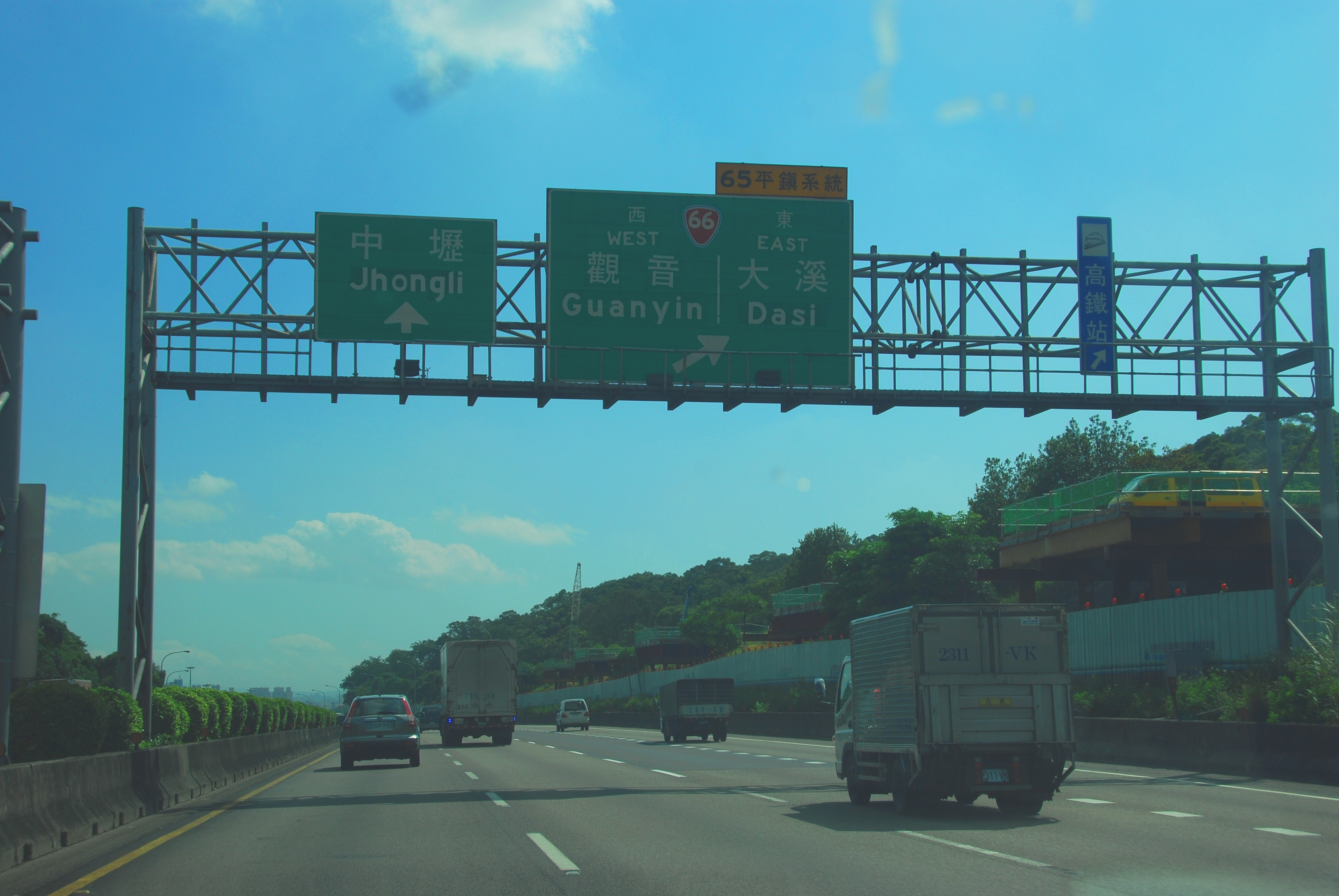
國道一號平鎮系統交流道北上車道

桃園縣目前計畫有5條國道經過，目前共通車3條，為中山高速公路、桃園環線、福爾摩沙高速公路，未來預計新增桃園航空城北側聯外高速公路、大園支線，重複計算多方向交流道，含規劃與興建中共有25個交流道。
- 中山高速公路：大致以東北-西南走向穿越桃園縣，行經桃園、中壢、平鎮、楊梅等精華地區，並設有林口、桃園、機場系統、內壢、中壢轉接道、中壢平鎮系統、幼獅及楊梅、楊梅端等交流道或端點，並有中壢服務區。「五股楊梅高架道路」為國道一號五股至楊梅的高架拓寬路段，於2013年全線通車，是為解決國道一號北部五股到中壢路段嚴重壅塞問題而興建。
- 桃園環線：全線呈西北至東南走向，貫穿桃園縣北部，連接國道一號與國道三號並可通往桃園國際機場。以國道一號為界，西段（機場端—機場系統）稱機場支線、東段（機場系統—鶯歌系統）則稱桃園內環線。
- 福爾摩沙高速公路：經過桃園縣南部，大致與國道一號平行，設有大溪、龍潭兩個交流道。

#### 快速公路
桃園縣境內共有2條台灣省道快速公路，共有27個交流道。
- 台61線（西濱快速公路）：經過桃園縣沿海的蘆竹市、大園鄉、觀音鄉、新屋鄉。
- 台66線（觀音大溪線）：以西北-東南向貫穿桃園縣西部，連接台61線、國道一號與國道三號。

#### 省道

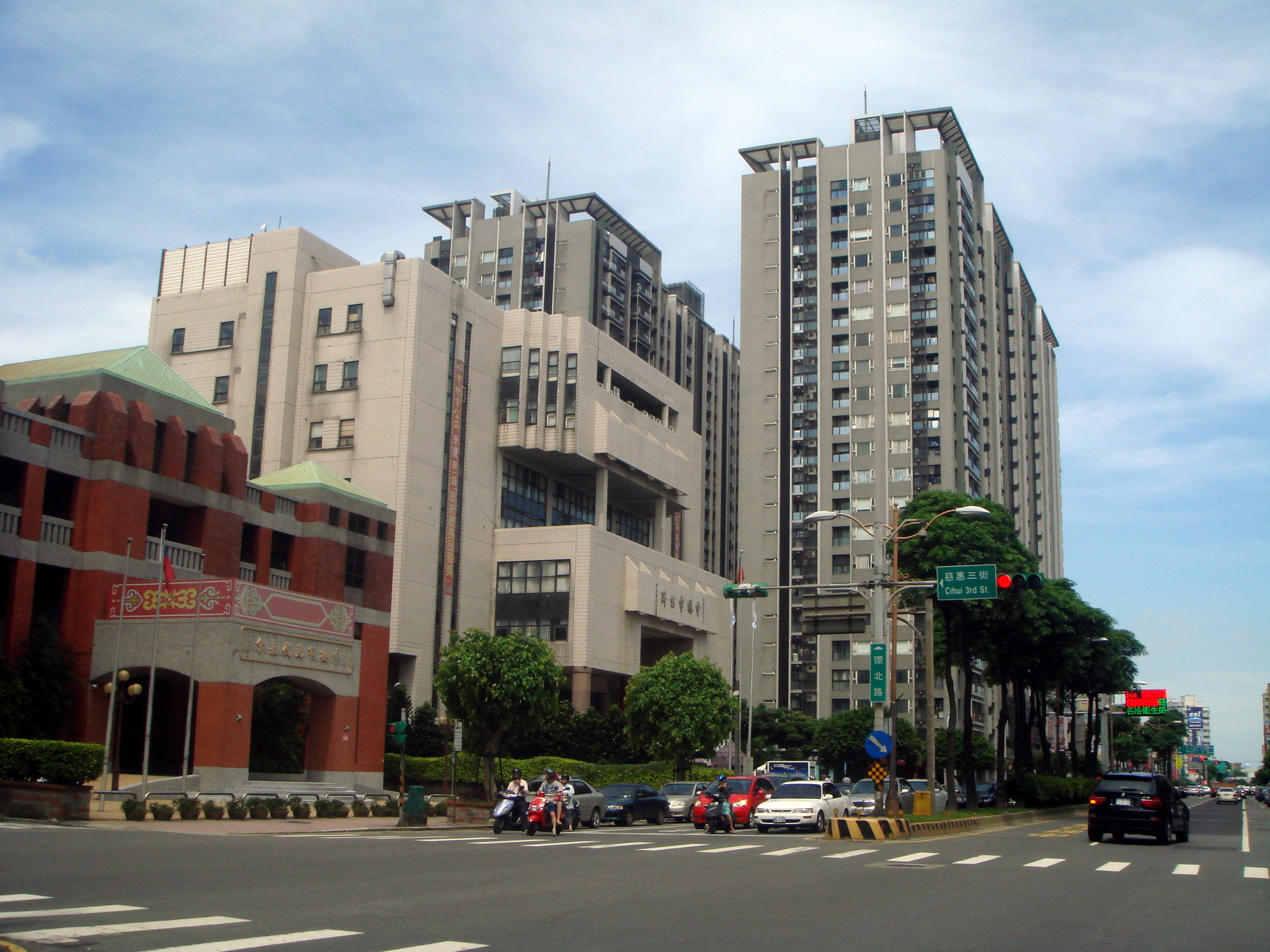
台1線（中壢市環北路）

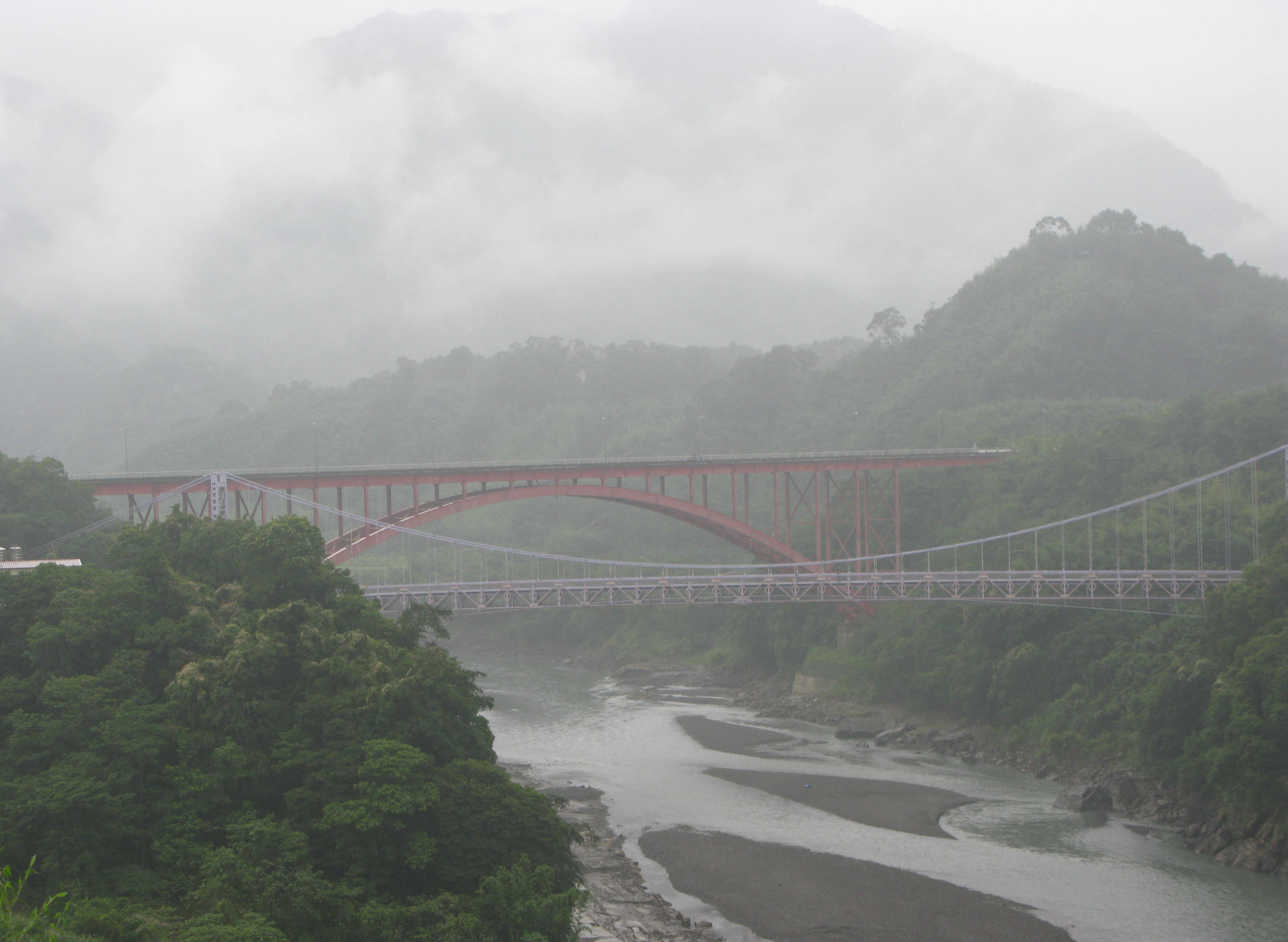
台7線北橫公路復興鄉路段的羅浮橋（遠）及復興吊橋（近）

桃園縣境內共有6條省道主線、4條支線。
- 台1線：縱貫公路
  - 台1甲線
- 台3線：內山公路
  - 台3乙線
- 台4線
- 台7線：北部橫貫公路
  - 台7乙線
- 台15線：西部濱海公路
  - 台15甲線
- 台31線：高鐵橋下道路桃園段

#### 縣道
桃園縣現有縣道15條，含9條主線、6條支線。
- 縣道105號
- 縣道108號
- 縣道110號
  - 縣道110甲線
  - 縣道110乙線
- 縣道112號
  - 縣道112甲線
- 縣道113號
  - 縣道113甲線
  - 縣道113乙線
  - 縣道113丙線
- 縣道114號
- 縣道115號
- 縣道116號
- 縣道118號

#### 鄉道
桃園縣有鄉道共計127條，全市各鄉鎮市內均有鄉道分佈。

### 航空
臺灣桃園國際機場，簡稱桃園機場、桃園國際機場，位於桃園縣大園鄉，為全國最大、最繁忙的機場。是北台灣的聯外國際機場、以及臺灣主要的國際客運出入吞吐地。桃園機場落成於1979年，為臺灣十大建設之一，現共有兩個航廈、兩個主跑道，正在建設第三航廈，並規劃第三跑道，是臺灣目前唯一一個特等航空站。現今共有67家航空公司經營定期航線、飛往全球34個國家的144個航點，年均旅客流量超過4000萬人次。
- 其他（已廢止或移用）

桃園曾有懷生機場、龍岡機場及大園機場三座軍用機場，現均已廢除。另在龍潭陸軍基地有一輕航機機場，由601旅使用。

## 人口
截至2014年7月底，桃園縣總人口數已達2,050,600人，整體活動口估達250萬人以上，其中外籍勞工人口高達7萬3千餘人、外籍配偶與大陸港澳地區等新住民近4萬9千餘人。桃園縣縣民平均年齡為35.86 歲，具生產力者的青壯年為大宗，勞動力（15-64）歲人口占總人口7成。
桃園縣的人口於1996年達於成長巔峰，其後又有逐漸趨緩現象；但近十年來成長率均維持在0.560%~ 1.70%間，相較於臺灣地區逐年遞減的平均人口成長率來看，桃園縣幾乎呈現1~ 4倍的成長趨勢。2013年桃園縣淨移入人口達8,077人，2014年一至九月，淨移入人口已有8449人，皆是全國之冠。
以地區來看，桃園縣共有高達8個行政區的人口數在10萬以上，其中桃園市人口超過41萬，而中壢市的人口也超過38萬人，為縣內人口最密集的區域，同時也是全國人口最多的縣轄市前二名，人口數甚至超過嘉義市、基隆市等省轄市；復興鄉則因地處山區，為縣內人口最稀少的區域。

### 族群分布
桃園縣位居北臺灣閩、客族群交會的關鍵位置。北桃園六鄉鎮及觀音鄉的草漯地區，為閩南人聚居區；多為漳州移民後代，桃園景福宮主祀開漳聖王，為桃園當地重要的信仰中心。南桃園則為客家聚落，桃園擁有近80萬客家人，是全國客家人口最多的一個縣份。
1949年國民政府遷台後，許多來自中國大陸的軍眷遷移至桃園縣，縣內曾有高達86處的眷村，總數居全臺之冠，今日多數眷村已拆除改建為國宅。復興鄉為桃園縣唯一的山地原住民鄉，其居民以泰雅族原住民為主。近年來台灣的東南亞移民漸多，包括外籍配偶、外籍勞工等，又被稱為新住民；桃園縣外籍配偶人數僅次於新北市、臺北市、高雄市，為全國第四名縣市。

## 歷任縣長

### 官派
| 任次 | 姓名 | 黨籍       | 任期                         | 備註             |
| ---- | ---- | ---------- | ---------------------------- | ---------------- |
| 1    | 徐言 | 中國國民黨 | 1950年10月25日－1951年5月1日 | 新竹縣縣長轉任。 |

### 民選
| 任次 | 肖像           | 姓名 (生–卒)       | 在任時間       | 在任時間       | 黨籍                                                       | 屆次                              | 備註                                                             |
| ---- | -------------- | ------------------ | -------------- | -------------- | ---------------------------------------------------------- | --------------------------------- | ---------------------------------------------------------------- |
| 1    |                | 徐崇德 (1911–1985) | 1951年5月1日   | 1954年6月2日   | 中國國民黨                                                 | 1                                 | 首位 中國國民黨籍縣長。                                          |
| 1    | 1954年6月2日   | 徐崇德 (1911–1985) | 1957年6月2日   | 2              | 中國國民黨                                                 | 首位連任成功的 中國國民黨籍縣長。 |                                                                  |
| 2    |                | 張芳燮 (1914–1994) | 1957年6月2日   | 1960年6月2日   | 中國國民黨                                                 | 3                                 |                                                                  |
| 3    |                | 吳鴻麟 (1899–1995) | 1960年6月2日   | 1964年6月2日   | 中國國民黨                                                 | 4                                 | 縣長任期由三年延長為四年。                                       |
| 4    |                | 陳長壽 (1905–1977) | 1964年6月2日   | 1968年6月2日   | 中國國民黨                                                 | 5                                 |                                                                  |
| 5    |                | 許新枝 (1928–)     | 1968年6月2日   | 1972年6月2日   | 中國國民黨                                                 | 6                                 | 出任臺灣省政府民政廳廳長而辭職。                                 |
| 代理 |                | 李樹猶             | 1972年6月2日   | 1973年2月1日   | 中國國民黨                                                 | 6                                 | 臺灣省政府委員代理。                                             |
| 6    |                | 吳伯雄 (1939–)     | 1973年2月1日   | 1976年12月20日 | 中國國民黨                                                 | 7                                 | 吳鴻麟之子。 因故延後一年就任。 出任臺灣省菸酒公賣局局長而辭職。 |
| 代理 |                | 翁鈐               | 1976年12月20日 | 1977年12月20日 | 中國國民黨                                                 | 7                                 | 臺灣省政府委員代理。                                             |
| 7    |                | 許信良 (1941–)     | 1977年12月20日 | 1979年7月1日   | 無黨籍                                                     | 8                                 | 首位無黨籍縣長。 因參與橋頭事件遭停職。                          |
| 代理 |                | 葉國光             | 1979年7月1日   | 1981年12月20日 | 中國國民黨                                                 | 8                                 | 臺灣省政府委員代理。                                             |
| 8    |                | 徐鴻志 (1937–2018) | 1981年12月20日 | 1985年12月20日 | 中國國民黨                                                 | 9                                 |                                                                  |
| 8    | 1985年12月20日 | 徐鴻志 (1937–2018) | 1989年12月20日 | 10             | 中國國民黨                                                 |                                   |                                                                  |
| 9    |                | 劉邦友 (1942–1996) | 1989年12月20日 | 1993年12月20日 | 中國國民黨                                                 | 11                                |                                                                  |
| 9    | 1993年12月20日 | 劉邦友 (1942–1996) | 1996年11月21日 | 12             | 中國國民黨                                                 | 官邸發生滅門血案，遇刺身亡。      |                                                                  |
| 代理 |                | 廖本洋             | 1996年11月21日 | 12             | 中國國民黨                                                 | 1997年3月28日                     | 臺灣省政府委員代理。                                             |
| 10   |                | 呂秀蓮 (1944–)     | 1997年3月28日  | 12             | 1997年12月20日                                             | 民主進步黨                        | 補選上任。 · 首位 民主進步黨籍縣長。 · 首位女性縣長。            |
| 10   | 1997年12月20日 | 呂秀蓮 (1944–)     | 2000年5月20日  | 13             | 首位連任成功的 民主進步黨籍縣長。 · 任內當選副總統而辭職。 | 民主進步黨                        |                                                                  |
| 代理 |                | 許應深 (1948–)     | 2000年5月20日  | 13             | 2001年12月20日                                             | 民主進步黨                        | 行政院派任代理縣長。                                             |
| 11   |                | 朱立倫 (1961–)     | 2001年12月20日 | 2005年12月20日 | 中國國民黨                                                 | 14                                |                                                                  |
| 11   | 2005年12月20日 | 朱立倫 (1961–)     | 2009年9月10日  | 15             | 中國國民黨                                                 | 出任行政院副院長而辭職。          |                                                                  |
| 代理 |                | 黃敏恭 (1947–)     | 2009年9月10日  | 15             | 中國國民黨                                                 | 2009年12月20日                    |                                                                  |
| 12   |                | 吳志揚 (1969–)     | 2009年12月20日 | 2014年12月25日 | 中國國民黨                                                 | 16                                | 吳伯雄之子。 2014年12月25日桃園縣改制為直轄市，為末任縣長。      |

## 最終組織架構
- 民政局
- 教育局
- 社會局
- 勞動及人力資源局
- 財政局
- 工商發展局
- 農業發展局
- 地政局
- 城鄉發展局
- 工務局
- 水務局
- 原住民行政局
- 交通局
- 觀光行銷局
- 警察局
- 衛生局
- 環境保護局
- 消防局
- 文化局
- 地方稅務局
- 客家事務局
- 新聞處
- 秘書處
- 法制處
- 人事處
- 主計處
- 政風處
- 研究發展考核委員會

## 教育

### 大專院校
- 國立中央大學
- 國立體育大學
- 國立臺灣海洋大學（桃園觀音校區）
- 國立空中大學
- 中原大學
- 長庚大學
- 元智大學
- 開南大學
- 銘傳大學（桃園校區）
- 國立臺北商業大學（桃園校區）
- 國立臺北科技大學（桃園農工校區）
- 健行科技大學
- 龍華科技大學
- 萬能科技大學
- 長庚科技大學（桃園校區）
- 南亞技術學院
- 新生醫護管理專科學校
- 國防大學
- 中央警察大學

### 高中職
中壢市
- 國立中壢高級中學
- 國立內壢高級中學
- 國立中壢高級商業職業學校
- 國立中壢高級家事商業職業學校
- 桃園縣私立啟英高級中學

桃園市
- 國立桃園高級農工職業學校
- 國立桃園高級中學
- 國立武陵高級中學
- 國立陽明高級中學
- 桃園縣私立振聲高級中學

平鎮市
- 桃園縣立平鎮高級中學
- 桃園縣育達高級中學
- 桃園縣私立六和高級中學
- 桃園縣私立復旦高級中學

八德市
- 桃園縣立永豐高級中學
- 桃園縣私立新興高級中學

楊梅市
- 國立楊梅高級中學
- 桃園縣私立治平高級中學
- 桃園縣私立大華高級中學
- 桃園縣私立永平高級工商職業學校

大溪鎮
- 桃園縣立大溪高級中學
- 桃園縣至善高級中學

龍潭鄉
- 國立龍潭高級中學
- 桃園縣私立泉僑高級中學
- 桃園縣私立方曙高級商工職業學校

龜山鄉
- 桃園縣立壽山高級中學
- 桃園縣私立成功高級工商職業學校
- 桃園縣私立光啟高級中學

大園鄉
- 桃園縣立大園國際高級中學
- 桃園縣私立大興高級中學

觀音鄉
- 桃園縣立觀音高級中學

新屋鄉
- 桃園縣私立清華高級中學